# Johann August Weingart
Johann August Weingart est un rédacteur et homme politique suisse né le 17 août 1797 dans la Principauté de Neuchâtel et décédé le 28 janvier 1878 à Berne. Il fut conseiller national de 1848 à 1860.

## Biographie
Johann August Weingart fait ses études à La Chaux-de-Fonds. Ensuite il vit à Bienne. En 1835 il fait partie du groupe Jeune Suisse, et est le rédacteur de La Jeune-Suisse. De 1837 à 1852, il publie Il Seeländer Anzeiger. Il veut détruire le régime de Charles Neuhaus et prendre le pouvoir avec les radicaux.